# Нієле Амбразайтіте
Нієле Вінцівна Амбраза́йтіте (лит. Nijolė Ambrazaitytė; 21 лютого 1939, Бурокай — 27 листопада 2016, Вільнюс) — литовська співачка (меццо-сопрано). Народна артистка Литовської РСР з 1975 року, народна артистка СРСР з 1977 року.

## Біографія
Народилася 21 лютого 1939 року в селі Бурокай (тепер Лаздийського району Литви). Батьки під час Другої світової війни переїхали до Німеччини, а потім до Канади. Виховувалася у бабусі з дідусем в селі в Расейнському районі Литовської РСР. Разом з ними в 1948 році була депортована до Сибіру, звідки повернулася в 1957 році.
У 1966 році закінчила Вільнюську консерваторію, відтоді — солістка Литовського театру опери та балету.
Обиралася до Сейму Литовської Республіки (1992—1996, 1996—2000).
Померла у Вільнюсі 27 листопада 2016 року. Похована у Вільнюсі на цвинтарі «Антакалніо».

## Творчість
Партії:
- Марія («На роздоріжжі» Палтанавічуса);
- Кармен («Кармен» Бізе);
- Амнеріс («Аїда» Верді);
- Варвара («Не тільки кохання» Щедріна).

Гастролювала в Україні. В концертному репертуарі також українські народні пісні.
У 2005 році видала книгу мемуарів «Над нами полярне сяйво», а в 2009 році — книгу про музичної діяльності «Звучать оперні клавіри».